# 达瑙哈
达瑙哈（Dhanauha），是印度北方邦Jaunpur县的一个城镇。总人口6213（2001年）。

## 人口
该地2001年总人口6213人，其中男性3280人，女性2933人；0—6岁人口1060人，其中男546人，女514人；识字率58.14%，其中男性为69.39%，女性为45.55%。